# 努里·赛义德

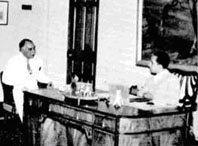
努里·赛义德

努里·赛义德（1888年—1958年7月15日）是一位伊拉克英国托管时期和王国时期的政治家，他在伊拉克内阁中任多种重要职务，包括出任首相14次。从他1930年首次被英国殖民政府授命为首相开始，努里·赛义德是伊拉克王国时期的一名重要政治人物。在他的不同职务任期内他参与了一些现代伊拉克国家形成过程中的关键决定。在他的第一次任期内他签署了1930年的英伊条约。在这个条约里伊拉克在其独立过程中向英国授予无限制的在伊拉克驻扎和通过伊拉克运输军队的权利。这个条约还给予英国控制伊拉克石油工业的权利。名义上这个条约限制了英国就伊拉克内务的影响，但是条件是伊拉克的内务政策与英国的经济和军事利益不冲突。这份条约名义上导致了1932年英国托管的结束和伊拉克独立。努里始终支持英国继续在伊拉克起一个重要角色。
努里是一个很有争议的人物，他有许多敌人，他两次在政变后逃离伊拉克。1958年伊拉克王朝被推翻时他是一个被国民非常憎恨的人物。他被看作是完全投靠英国，他未能根据国内变化了的情况改变政府的政策。伊拉克国民贫困，社会不公正，而努里是一个不但不解决这些问题，而且还镇压抗议、维护高层阶层的利益的政府的代表人。1958年7月15日，在革命爆发一日后他试图化妆为妇女出逃，但是被捕和被杀。

## 早年生涯
努里·赛义德出生于一个巴格达的中低阶层家庭，他的家庭属于逊尼派，本来来自高加索山脉北部，他的父亲是政府内的一个小会计。他参加奥斯曼帝国军队在君士坦丁堡的军官学校。1912年他被派驻利比亚在那里鼓动反抗意大利占领的运动。第一次世界大战中他转向阿拉伯民族主义，参加了费萨尔一世领导的阿拉伯起义。费萨尔一世后来短时期成为叙利亚国王，此后成为伊拉克的第一位国王。努里·赛义德与其他费萨尔一世手下的军官一样成为伊拉克新的政治精英的一部分。

## 开始立场

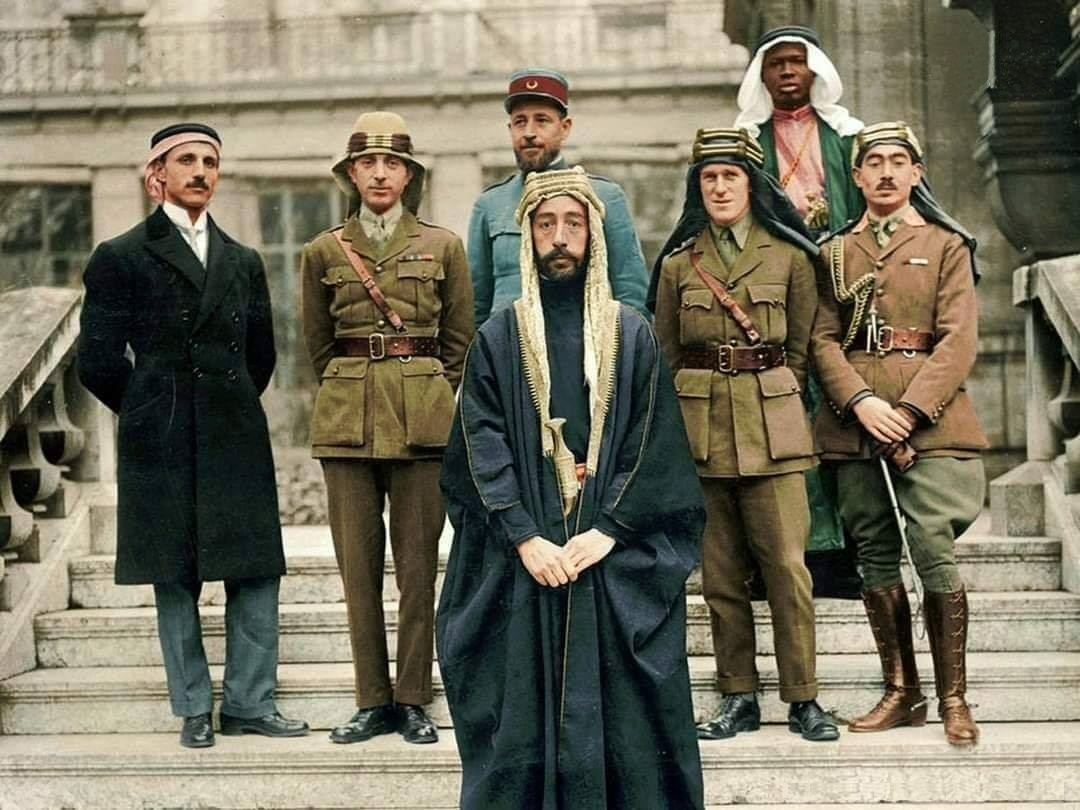
1919年巴黎和會期間，費薩爾一世率領的代表團在凡爾賽。從左到右：魯斯圖姆·海達爾、努里·賽義德、費薩爾親王、皮薩尼（費薩爾身後）、T·E·勞倫斯、代表團成員身份不明、塔辛·卡德里。

1918年努里·赛义德带领费萨尔的军队尾随撤退的土耳其军队占领了大马士革。1920年法国将费萨尔逐下叙利亚王位后努里随费萨尔至伊拉克。1922年他成为伊拉克警察的第一位最高指挥官。他利用这个地位将自己的亲信放在警察的重要位置上。在他后来的职务中他重复使用这个策略。这是他后来获得巨大政治权利的基础。
他是费萨尔的亲信。1924年费萨尔为了更紧地控制军队将努里指命为军队的副总指挥官。努里再次利用这个位置来建立自己的权力基础。在1920年代里他支持费萨尔的政策，与他的其他阿拉伯暴动中的军官同行一起建立伊拉克的军队。

## 1930年首次出任首相
1929年费萨尔建议任命努里为首相，但是英国人反对。1930年费萨尔终于说服了英国人，努里首次上任。如同他的其它任职，他很快就指任他的支持者为政府官员。但是这削弱了国王本人在政府里的基础，这使得两人过去非常紧密的关系开始破裂。努里签署了1930年英伊条约。这个条约受到许多人反对，因为它实际上巩固了英国的权利，而且在伊拉克独立后依然有永久的军事使用权。1932年努里向国联提出扩大伊拉克的独立性的建议。
1932年10月费萨尔解除了努里的首相职务，任命纳吉·舍卡特来取代他。他的影响因此有所降低。1933年9月费萨尔死后加齐·伊本·费萨尔继位，努里因此失去了与王宫的接触。同时1935年成为首相的亚辛·哈希米的影响增大。虽然如此努里在军队中依然有很大的影响，而且他受到英国人的信任，因此他手中还是有相当大权力的。1933年英国人说服加齐任命他为外交部长，他任此职至1936年。

## 1937年至1940年
从1936年的军变可以看得出努里与英国之间的关系有多么紧密：他是政府中唯一逃到英国大使馆避难的政治家。英国人将他转移到埃及。1937年8月他回到巴格达并开始策划重新回到权力中心。他与军队中的关系使得当时的首相贾米勒·米德费非常不安。米德费说服英国人最好将努里弄到国外去。英国人说服努里出任伊拉克驻英国的大使。由于他与加齐的关系显然不是非常好，因此努里开始秘密与沙特阿拉伯的王朝接触。
1938年10月努里回到巴格达，他说服他军队里的朋友推翻米德费的政府。1938年12月24日伊拉克军队发动军变，努里又成为首相。努里试图孤立国王，提高加齐的半兄弟扎伊德亲王的地位，来让他进入王位继承人的候选位置。与此同时加齐在他的私人电台里发表越来越民族主义的演说也使得英国人非常不满。1939年1月加齐任命拉希德·阿里·盖拉尼为御前会议的首领，更加激怒了努里。在同年三月努里对他的对手采取行动，他声称揭露了一个要谋杀加齐的阴谋，并以此为借口来对军队军官进行清洗。
1939年4月4日加齐在一次车祸中丧生，许多人怀疑努里在其中做了手腳。在加齐的葬礼上许多人呼喊：“努里，你会为加齐的血负责的。”他支持阿布杜勒·伊拉成为加齐未成年的继承人费萨尔二世的摄政。一开始阿布杜勒·伊拉深受努里的影响。
欧洲战场上的变化现在也开始在伊拉克成为一个问题。1940年6月法国沦陷使得许多阿拉伯民族主义者将其希望寄托在第二次世界大战里德国获胜。努里依然相英国效忠，而他军队里的朋友却开始转向支持德国的阵营。缺乏其军队中的盟友使得努里“很快丧失了他影响事件发生的能力”。（Batatu，345页）

## 1940年代
1941年4月亲轴心国的力量在伊拉克上台，拉希德·阿里·盖拉尼成为首相。努里逃往英国控制的约旦。英国人将他送往开罗。同年10月英国重新占领巴格达后他回到伊拉克，再任首相。此后他任此职约两年半。但是从1943年开始伊拉克执政在选择部长的过程中获得更大的权利，开始获得更大的独立性。英国占据伊拉克一直到1947年末才结束。
1946年里执政试图施行更自由的政策，但是这个政策并未能解决伊拉克的问题。自从伊拉克成为一个王国以来国内的情况发生了巨大的变化，城市人口增加，中层阶级扩展迅速，而农民和工人的政治意识也越来越提高，在最后这一点里伊拉克共产党也起了一个重要的作用。而伊拉克的统治阶层却深深地陷在高层阶层的兴趣内，无法采取也许可以保存王朝的极端措施。由于其丰富的政治经验在此后到1958年王朝覆灭中的10多年里努里起的政治作用比执政要大。

## 1950年代
1946年11月石油工人罢工被警察血腥镇压，努里又任首相。短期里他让自由派和民族民主派进入内阁，但很快就又恢复到了他更喜欢的压迫式的政策。1947年1月他下令逮捕众多共产党人，包括党书记。此时英国失去了战争需要的借口来占据伊拉克，因此英国试图找到一个合法的、甚至超过1930年的条约的手段来保持它在伊拉克驻扎军队的权利。努里和执政均认识到他们与英国的联系即是他们不受欢迎的原因，同时也是他们的地位的保障。因此他们决定扩张英伊条约的条款，扩大与英国的合作。1948年1月初努里亲自带领代表团赴英国。1月15日双方签署了一份新条约。
消息传到伊拉克后巴格达街头立刻爆发了示威。示威的人中大多数是大学生，而共产党则起了主要的组织作用。此后数日中示威规模越来越大。1月20日警察向示威者开枪，造成多人死亡。21日，执政阿布杜勒·伊拉宣布新条约无效。26日努里回到巴格达，他坚持镇压政策。此日警察再次向示威者开枪，造成死亡。通过这样强硬地捍卫一个被痛恨的条约努里在伊拉克丧失了任何支持者。虽然他在伊拉克拥有重权，但是他也遭受巨大的痛恨。
在1954年和1955年之间努里签署了一系列英国和美国赞许的将伊拉克与西方阵营及其地方同盟者（尤其是土耳其）政治上和军事上紧密地联系到一起的条约（巴格达条约组织）。这些条约在伊拉克国内也遭到了强烈的反对。与此同时努里进一步加强了政治镇压和监督。不过这次努里没有面临巨大的示威，其原因也许是因为此时伊拉克的经济状况有所好转，此外通过镇压和内部的分裂伊拉克共产党此时非常虚弱。
1956年伊拉克的政治情况急剧恶化，在納杰夫等城市爆发起义。以色列、英国和法国在埃及将苏伊士运河国有化过程中的反应导致的第二次中东战争使得努里此前签署的条约在伊拉克人眼中更加可憎了。努里的政治基础被削弱，而反对派开始协调其活动。1957年2月民族民主党、自由人士、共产党和復興黨组成了一个民族联盟战线。与此同时在军队内也形成了一个自由军官最高委员会。
1958年作为埃及与叙利亚组成的同盟的回应伊拉克王室与约旦王室组成了一个阿拉伯联邦。努里出任这个新联盟的首席首相。1958年7月14日伊拉克爆发军变，王朝被推翻，阿拉伯联盟也就这样结束了。

## 王朝覆灭

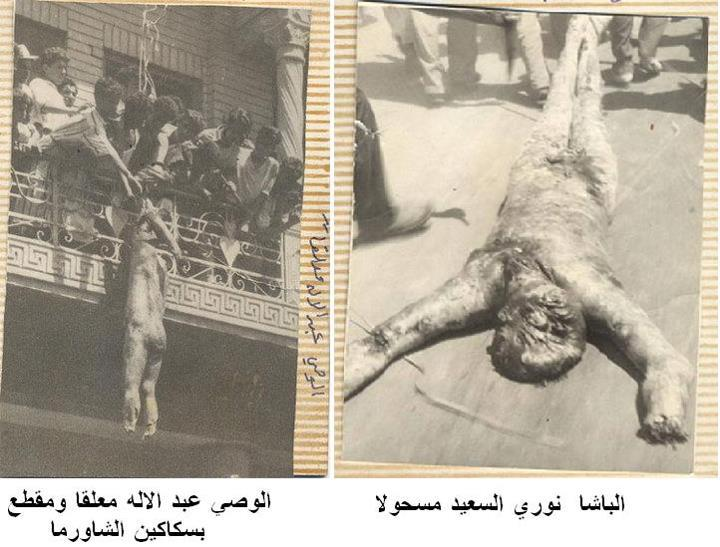
漢志親王阿卜杜勒·伊拉（左）和總理努里·賽義德（右）被肢解的屍體。阿拉伯語文字：“阿卜杜勒·伊拉王子被絞殺，被沙威瑪刀砍斷，帕夏·努里·賽義德在周圍拉扯。”

1958年7月14日费萨尔二世、阿布杜勒·伊拉、伊拉的妻子和母亲以及一些侍者在出门时被兵变军队杀害。另一些王亲逃到沙特阿拉伯的大使馆，后来被遣送出国赴埃及。
努里首先躲起来，次日他企图扮为妇女出逃，但是被识破被捕。同日被杀和被埋葬。但是巴格达市内激怒的市民将他的尸体挖出来，在大街上拖着示众，最后又将他的尸体吊起来、焚烧和四分。

## 书籍
- The Old Social Classes and New Revolutionary Movements of Iraq, Hanna Batatu, London, al-Saqi Books, 2000. ISBN 0-86356-520-4
- A History of Iraq, Charles Tripp, Cambridge, Cambridge University Press, 2002. ISBN 0-521-52900-X